# Campeonato Mundial de Halterofilismo de 2015 - Até 48 kg feminino
A categoria até 48 kg feminino foi um evento do Campeonato Mundial de Halterofilismo de 2015, disputado no Centro de Convenções George R. Brown, em Houston, nos Estados Unidos, entre 20 e 21 de novembro de 2015. 

## Calendário
Horário local (UTC-6) 
| Dia            | Horário | Fase    |
| -------------- | ------- | ------- |
| 20 de novembro | 15:00   | Grupo C |
| 20 de novembro | 19:30   | Grupo B |
| 21 de novembro | 17:25   | Grupo A |

## Medalhistas
| Evento    | Ouro               | Ouro   | Prata                 | Prata  | Bronze                | Bronze |
| --------- | ------------------ | ------ | --------------------- | ------ | --------------------- | ------ |
| Arranque  | Jiang Huihua (CHN) | 88 kg  | Vương Thị Huyền (VIE) | 85 kg  | Hiromi Miyake (JPN)   | 85 kg  |
| Arremesso | Ri Song-gum (PRK)  | 110 kg | Jiang Huihua (CHN)    | 110 kg | Vương Thị Huyền (VIE) | 109 kg |
| Total     | Jiang Huihua (CHN) | 198 kg | Vương Thị Huyền (VIE) | 194 kg | Hiromi Miyake (JPN)   | 193 kg |

## Recordes
Antes desta competição, o recorde mundial da prova era o seguinte:
| Recorde         | Tipo      | Atleta           | Peso   | Local         | Data                 |
| Recorde Mundial | Arranque  | Yang Lian (CHN)  | 98 kg  | Santo Domingo | 1 de outubro de 2006 |
| Recorde Mundial | Arremesso | Chen Xiexi (CHN) | 120 kg | Tai'an        | 21 de abril de 2007  |
| Recorde Mundial | Total     | Yang Lian (CHN)  | 217 kg | Santo Domingo | 1 de outubro de 2006 |

## Resultado
Os resultados foram os seguintes. 
| Pos.              | Atleta                         | Grupo | Peso  | Arranque (kg) | Arranque (kg) | Arranque (kg) | Arranque (kg)     | Arremesso (kg) | Arremesso (kg) | Arremesso (kg) | Arremesso (kg)    | Total |
| Pos.              | Atleta                         | Grupo | Peso  | 1             | 2             | 3             | Resultado         | 1              | 2              | 3              | Resultado         | Total |
| ----------------- | ------------------------------ | ----- | ----- | ------------- | ------------- | ------------- | ----------------- | -------------- | -------------- | -------------- | ----------------- | ----- |
| Medalha de ouro   | Jiang Huihua (CHN)             | A     | 47.95 | 88            | 88            | 91            | Medalha de ouro   | 106            | 108            | 110            | Medalha de prata  | 198   |
| Medalha de prata  | Vương Thị Huyền (VIE)          | A     | 47.41 | 85            | 87            | 88            | Medalha de prata  | 106            | 109            | 109            | Medalha de bronze | 194   |
| Medalha de bronze | Hiromi Miyake (JPN)            | A     | 47.73 | 82            | 85            | 87            | Medalha de bronze | 105            | 108            | 109            | 5                 | 193   |
| 4                 | Ri Song-gum (PRK)              | A     | 47.39 | 77            | 81            | 83            | 8                 | 107            | 110            | 111            | Medalha de ouro   | 191   |
| 5                 | Chen Wei-ling (TPE)            | A     | 47.46 | 80            | 83            | 86            | 5                 | 100            | 105            | 105            | 7                 | 188   |
| 6                 | Ryang Chun-hwa (PRK)           | A     | 47.65 | 80            | 83            | 84            | 12                | 108            | 111            | 111            | 4                 | 188   |
| 7                 | Im Jyoung-hwa (KOR)            | B     | 47.87 | 78            | 82            | 85            | 4                 | 98             | 103            | 103            | 10                | 188   |
| 8                 | Sibel Özkan (TUR)              | A     | 47.97 | 83            | 86            | 86            | 6                 | 103            | 109            | 109            | 11                | 186   |
| 9                 | Saikhom Mirabai Chanu (IND)    | B     | 47.40 | 78            | 78            | 81            | 9                 | 98             | 102            | 104            | 12                | 183   |
| 10                | Sri Wahyuni Agustiani (INA)    | B     | 47.91 | 74            | 78            | 78            | 18                | 100            | 103            | 104            | 9                 | 182   |
| 11                | Beatriz Pirón (DOM)            | A     | 47.54 | 80            | 80            | 83            | 11                | 95             | 98             | 100            | 13                | 180   |
| 12                | Panida Khamsri (THA)           | A     | 47.68 | 75            | 80            | 80            | 21                | 102            | 105            | 109            | 8                 | 180   |
| 13                | Roilya Ranaivosoa (MRI)        | A     | 47.96 | 80            | 82            | 82            | 14                | 100            | 100            | 104            | 14                | 180   |
| 14                | Khumukcham Sanjita Chanu (IND) | B     | 47.25 | 78            | 81            | 81            | 7                 | 98             | 98             | 102            | 16                | 179   |
| 15                | Anaïs Michel (FRA)             | B     | 47.32 | 78            | 80            | 80            | 16                | 97             | 99             | 101            | 15                | 177   |
| 16                | Ana Segura (COL)               | B     | 47.97 | 76            | 76            | 79            | 15                | 95             | 98             | 102            | 17                | 177   |
| 17                | Iana Diachenko (UKR)           | B     | 47.57 | 78            | 78            | 80            | 17                | 94             | 94             | 96             | 20                | 174   |
| 18                | Manon Lorentz (FRA)            | B     | 47.52 | 80            | 80            | 82            | 10                | 93             | 96             | 96             | 25                | 173   |
| 19                | Monica Csengeri (ROU)          | B     | 47.88 | 75            | 78            | 80            | 13                | 93             | 97             | 98             | 27                | 173   |
| 20                | Genny Pagliaro (ITA)           | B     | 47.61 | 77            | 77            | 80            | 19                | 93             | 93             | 97             | 26                | 170   |
| 21                | Lee Seul-ki (KOR)              | B     | 47.65 | 75            | 78            | 78            | 20                | 95             | 95             | 100            | 21                | 170   |
| 22                | Morghan King (USA)             | B     | 47.73 | 75            | 75            | 78            | 23                | 92             | 95             | 98             | 23                | 170   |
| 23                | Julia Schwarzbach (GER)        | B     | 47.73 | 73            | 75            | 77            | 22                | 92             | 94             | 95             | 24                | 170   |
| 24                | Zhanyl Okoeva (KGZ)            | B     | 47.86 | 70            | 73            | 73            | 27                | 97             | 101            | 101            | 18                | 170   |
| 25                | Cándida Vásquez (DOM)          | C     | 47.56 | 72            | 72            | 72            | 28                | 93             | 96             | 96             | 19                | 168   |
| 26                | Estefanía Juan (ESP)           | C     | 47.73 | 70            | 73            | 75            | 26                | 92             | 95             | 97             | 22                | 168   |
| 27                | Kathleen Winters (USA)         | C     | 47.97 | 73            | 75            | 75            | 25                | 87             | 87             | 90             | 31                | 165   |
| 28                | Misaki Oshiro (JPN)            | C     | 47.90 | 75            | 75            | 77            | 24                | 88             | 91             | 91             | 32                | 163   |
| 29                | Thelma Toua (PNG)              | C     | 47.91 | 70            | 74            | 74            | 31                | 85             | 90             | 93             | 30                | 160   |
| 30                | Jenniffer López (ECU)          | C     | 47.99 | 66            | 66            | 69            | 34                | 85             | 90             | 92             | 28                | 158   |
| 31                | Betsi Rivas (VEN)              | C     | 47.73 | 67            | 70            | 70            | 33                | 87             | 90             | 93             | 29                | 157   |
| 32                | Amanda Braddock (CAN)          | C     | 47.90 | 70            | 70            | 70            | 30                | 87             | 90             | 90             | 33                | 157   |
| 33                | Lely Burgos (PUR)              | C     | 47.94 | 68            | 68            | 68            | 32                | 86             | 89             | 89             | 34                | 154   |
| 34                | Eva Giganti (ITA)              | C     | 46.95 | 70            | 70            | 70            | 29                | 80             | 85             | 85             | 35                | 150   |
| 35                | Tham Nguyen (IRL)              | C     | 47.59 | 54            | 54            | 57            | 36                | 72             | 73             | 76             | 36                | 130   |
| 36                | Alexandria Craig (IRL)         | C     | 46.77 | 57            | 57            | 57            | 35                | 71             | 72             | 73             | 37                | 128   |
| —                 | Nguyễn Thị Thúy (VIE)          | A     | 47.75 | 83            | 83            | 83            | —                 | 108            | 108            | 110            | 6                 | —     |
| DSQ               | Nurcan Taylan (TUR)            | A     | 47.37 | 77            | 77            | 85            | —                 | 95             | 100            | 100            | —                 | —     |
| DSQ               | Silviya Angelova (AZE)         | C     | 47.92 | 67            | 67            | 72            | —                 | 85             | 90             | 90             | —                 | —     |